# Niebieski tygrys
Niebieski tygrys lub Błękitny tygrys (ang. Blue Tiger) – amerykańsko-japoński thriller z 1994 roku wyreżyserowany przez amerykańskiego reżysera Norberto Barba. Wyprodukowany przez First Look International, NEO Motion Pictures i Ozla Productions.
Premiera filmu miała miejsce 3 kwietnia 1994 roku w Japonii.

## Opis fabuły
W Los Angeles trwa wojna gangów. Podczas krwawych porachunków na oczach Giny Hayes (Virginia Madsen) zostaje zastrzelony jej pięcioletni syn. Kobieta nie widzi zamaskowanej twarzy zabójcy. Dostrzega jednak widoczny spod rozpiętej koszuli wielki tatuaż na jego piersi – błękitnego tygrysa.

## Obsada
Źródło: Filmweb
- Virginia Madsen jako Gina Hayes
- Harry Dean Stanton jako Smith
- John Hammil jako farmaceuta
- François Chau jako Soya
- Henry Mortensen jako Darin Hayes
- Ryo Ishibashi jako Gan
- Toshirō Obata jako Kunimatsu
- Yuji Okumoto jako porucznik Sakagami
- Sal Lopez jako Luis
- Tōru Nakamura jako Seiji
- Brenda Varda jako Emily
- Dean Hallo jako Henry Soames

i inni